# عارف حسین مون
عارف حسین مون (بنگالی: আরিফ হোসেন মুন؛ زادهٔ ۶ ژانویهٔ ۱۹۶۸) بازیکن فوتبال اهل بنگلادش بود.
وی همچنین در تیم‌های ملی فوتبال زیر ۲۳ سال بنگلادش و بنگلادش بازی کرده است.